# 1. Damen-Basketball-Bundesliga
Die 1. Damen-Basketball-Bundesliga (1. DBBL), offizielle Sponsorenbezeichnung seit 2020 Toyota 1. Damen Basketball Bundesliga (Toyota 1. DBBL), ist die höchste Liga im deutschen Damenbasketball. Sie wurde im Mai 1970 auf Beschluss des Deutschen Basketball Bundes (DBB) gegründet und zur Saison 1971/72 eingeführt. Zuvor wurde zwischen 1947 und 1971 wurde eine Deutsche Basketballmeisterschaft der Damen ausgespielt.
Im Juni 2001 erfolgte die Abkopplung der beiden höchsten Spielklassen im Deutschen Damen-Basketball vom Deutschen Basketball Bund. Seitdem ist die DBBL GmbH eigenverantwortlich für die Organisation des Spielbetriebs, die Vermarktung und die Öffentlichkeitsarbeit im Bereich des Deutschen Damen Basketballs zuständig.
In der Hauptrunde einer Saison wird zunächst in einer Doppelrunde – jedes Team trifft einmal in eigener Halle und einmal auswärts auf alle anderen Teams – mit insgesamt 22 Spielen für jedes Team ausgespielt.
Die acht bestplatzierten Teams der Hauptrunde qualifizieren sich für die Finalrunde zur Deutschen Meisterschaft, die in einer Play-off-Serie ausgetragen wird. In der Regel steigen die beiden schlechtesten Teams der Hauptrunde in die 2. DBBL ab.

## Spielmodus

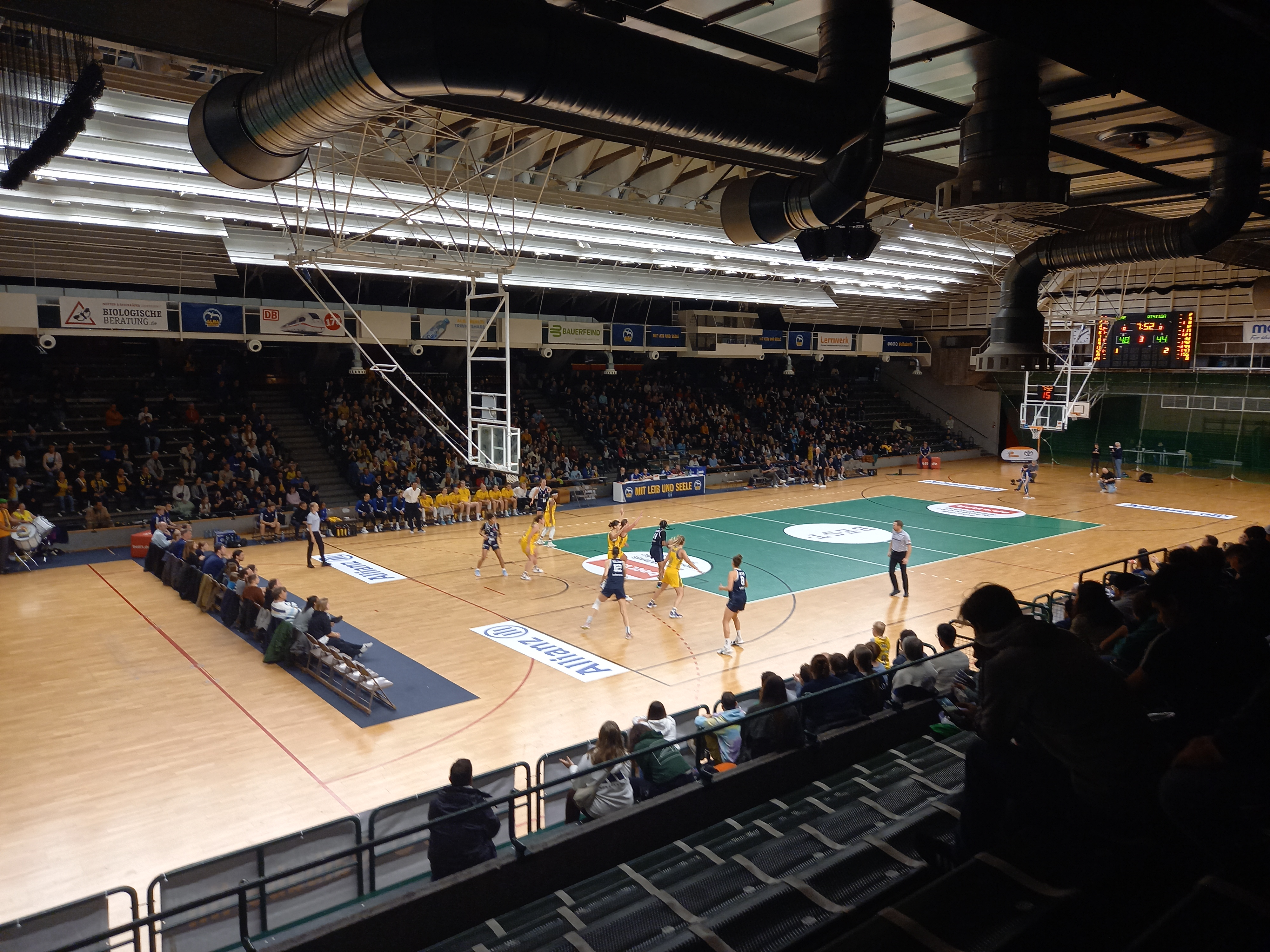
Spiel zwischen Alba Berlin und Eisvögel USC Freiburg im Oktober 2023.

In der 1. Damen-Basketball-Bundesliga treten in einer Saison üblicherweise zwölf Teams gegeneinander an und ermitteln den Deutschen Meister und zwei Absteiger. Eine Saison ist dabei in zwei Runden unterteilt: Zunächst wird die Hauptrunde einer Saison in einer Doppelrunde im Ligasystem – jedes Team trifft einmal in eigener Halle und einmal auswärts auf alle anderen Teams – mit insgesamt 22 Spielen für jedes Team ausgespielt. Die acht bestplatzierten Teams der Hauptrunde qualifizieren sich für die anschließende Finalrunde zur Deutschen Meisterschaft. Die beiden letztplatzierten Teams der Hauptrunde steigen als sportliche Absteiger in die 2. DBBL ab. Bei Punktgleichheit mehrerer Teams zählt zuerst der direkte Vergleich, dann das bessere Gesamt-Korbverhältnis.
Die Finalrunde um die Deutsche Meisterschaft wird in einer Play-off-Serie über Viertelfinale, Halbfinale und Finale – jeweils in Best-of-Five Serien – ausgespielt. Vor der Saison 2023/24 wurden das Viertelfinale und Halbfinale noch in Best-of-Three Serien ausgetragen. Seit der Saison 2023/24 wurde ebenfalls ein „2-2-1“ Rhythmus für alle Play-off-Runden eingeführt. Dies bedeutet: Heim-Heim-Auswärts-Auswärts-Heim aus Sicht des besser platzierten Teams der Hauptrunde mit Heimvorteil.
Der Spielbetrieb einer Saison läuft meist von Beginn der Hauptrunde Ende September bis zum letzten Finalspiel Ende April.

## Vereine 2024/25
Im Vergleich zur letzten Saison gab es keine Auf- und Absteiger.
| Verein                         | Stadt         | Spielzeiten | Debüt-Saison |
| ------------------------------ | ------------- | ----------- | ------------ |
| Alba Berlin                    | Berlin        | 2           | 2022/23      |
| Eisvögel USC Freiburg          | Freiburg      | 23          | 2000/01      |
| medical instinct Veilchen BG74 | Göttingen     | 14          | 1971/72      |
| SYNTAINICS MBC                 | Halle (Saale) | 22          | 1992/93      |
| TK Hannover Luchse             | Hannover      | 8           | 2016/17      |
| Herner TC                      | Herne         | 16          | 2007/08      |
| Rutronik Stars Keltern         | Keltern       | 9           | 2015/16      |
| WINGS Leverkusen               | Leverkusen    | 2           | 2009/10      |
| BC Pharmaserv Marburg          | Marburg       | 32          | 1992/93      |
| Eigner Angels Nördlingen       | Nördlingen    | 22          | 1997/98      |
| GiroLive-Panthers Osnabrück    | Osnabrück     | 16          | 1992/93      |
| Saarlouis Royals               | Saarlouis     | 27          | 1994/95      |

- Die Spalte Spielzeiten gibt die Anzahl der Spielzeiten des Vereins in der 1. DBBL bis zu dieser Saison an
- Die Spalte Debüt-Saison zeigt die Saison, in der der Verein erstmalig in der 1. DBBL spielte